# Фернандес, Эмилио
«Эль И́ндио» Ферна́ндес (при рождении Эми́лио Ферна́ндес Ро́мо (исп. Emilio Fernández; 26 марта 1904 — 6 августа 1986) — мексиканский кинорежиссёр, актёр и сценарист.

## Биография
Эмилио Фернандес родился в Хондо, штат Коауила, Мексика. Его отец, Фернандо Гарса, был военным и, после 1910 года, революционером. Мать была индианкой из племени кикапу, поэтому у него и появилось прозвище «Эль Индио». Будущий режиссёр оставил школу, чтобы участвовать в революции, возглавляемой Адольфо де ла Уэрта. Президент Мексики Обрегон отправил Уэрту в ссылку в Лос-Анджелес, США, а Фернандес был приговорён к 20-летнему заключению, но сбежал и последовал за Уэртой в США. После того, как Ласаро Карденас стал новым президентом и даровал амнистию всем участникам восстания, Фернандес вернулся в Мексику.
Имея опыт работы в Голливуде, Фернандес начал работать на мексиканскую киноиндустрию как сценарист и актёр. Первая его роль была в фильме «Corazón bandolero» (1934) Рафаэля Севильи.
Художественный директор «Metro Goldwyn Mayer» Седрик Гиббонс, занимавшийся разработкой дизайна для награды Американской академии кинематографических искусств и наук, разработал идею изображения фигуры рыцаря, стоящего на катушке с киноплёнкой и держащего меч крестоносца. В качестве модели он выбрал Эмилио Фернандеса. Вначале Фернандес сопротивлялся, но потом всё-таки согласился позировать обнажённым для статуэтки, известной сейчас как «Оскар».

## Фильмография

### Режиссёр
- 1941 — La Isla de la pasión
- 1942 — Soy puro mexicano
- 1942 — Дикий цветок / Flor silvestre
- 1944 — Мария Канделария / Maria Candelaria
- 1945 — Las Abandonadas
- 1945 — Bugambilia
- 1946 — Pepita Jiménez
- 1946 — Enamorada
- 1947 — Жемчужина / La Perla
- 1948 — Río Escondido
- 1948 — Maclovia
- 1949 — Salón México
- 1949 — Pueblerina
- 1949 — La Malquerida
- 1950 — Duelo en las montañas
- 1950 — The Torch
- 1950 — Un Día de vida
- 1951 — Víctimas del pecado
- 1951 — Islas Marías
- 1951 — La Bienamada
- 1952 — Siempre tuya
- 1952 — Acapulco
- 1952 — El Mar y tú
- 1952 — Cuando levanta la niebla
- 1953 — La Red
- 1953 — Reportaje
- 1953 — El Rapto
- 1954 — El Rebelión de los colgados
- 1955 — La Rosa blanca
- 1955 — Nosotros dos
- 1955 — La Tierra del fuego se apaga
- 1958 — Una Cita de amor
- 1960 — El Impostor
- 1962 — Pueblito
- 1963 — Paloma herida
- 1967 — Un Dorado de Pancho Villa
- 1969 — Дикая банда
- 1969 — Un Crepúsculo de un dios
- 1974 — La Choca
- 1976 — Zona Roja
- 1979 — México Norte (ремейк фильма «Pueblerina»)
- 1979 — Erótica

## Премии и награды
- В 1946 году Гран-при Каннского кинофестиваля за фильм «Мария Канделария».
- В 1947 году премия Венецианского кинофестиваля за лучшую режиссуру за фильм «Жемчужина».
- В 1962 году награду «Лучшему фильму на испанском языке» на международном фестивале в Сан-Себастьяне за фильм «Pueblito»
- В 1967 году номинация на гран-при Московского МКФ фильма «Верный солдат Панчо Вильи».